# Vrăjitoarea de munte
Yamauba (= baba din munți, numită și Yamanba) este o creatură misterioasă, o bătrână care trăiește adânc în munți. Este o ființă mitologică japoneză (Yōkai) despre care se crede că trăiește în munți și devorează oamenii.
Se spune că, atunci când un călător rătăcit prin munți îi apare în cale, Yamauba îi oferă adăpost și mâncare, înfățișându-se ca o femeie blândă, dar îl devorează noaptea după ce adoarme călătorul. Ca vrăjitoarea care apare în poveștile Fraților Grimm și trăiește în mijlocul pădurii, există teorii care spun că Yamauba provine din legende despre bătrâne abandonate în munți în vremuri de foamete, fiind chiar considerate un produs secundar al mitului despre abandonarea bătrânilor. Există și teorii care o echivalează direct cu Vrăjitoarea din Vest.